# Покровская церковь (Аристовка)
Церковь Покрова Пресвятой Богородицы — бывшая приходская церковь в селе Аристовка Инзенского района Ульяновской области, Барышской епархии Симбирской митрополии Русской православной церкви. С 1990 года — памятник градостроительства и архитектуры РФ.

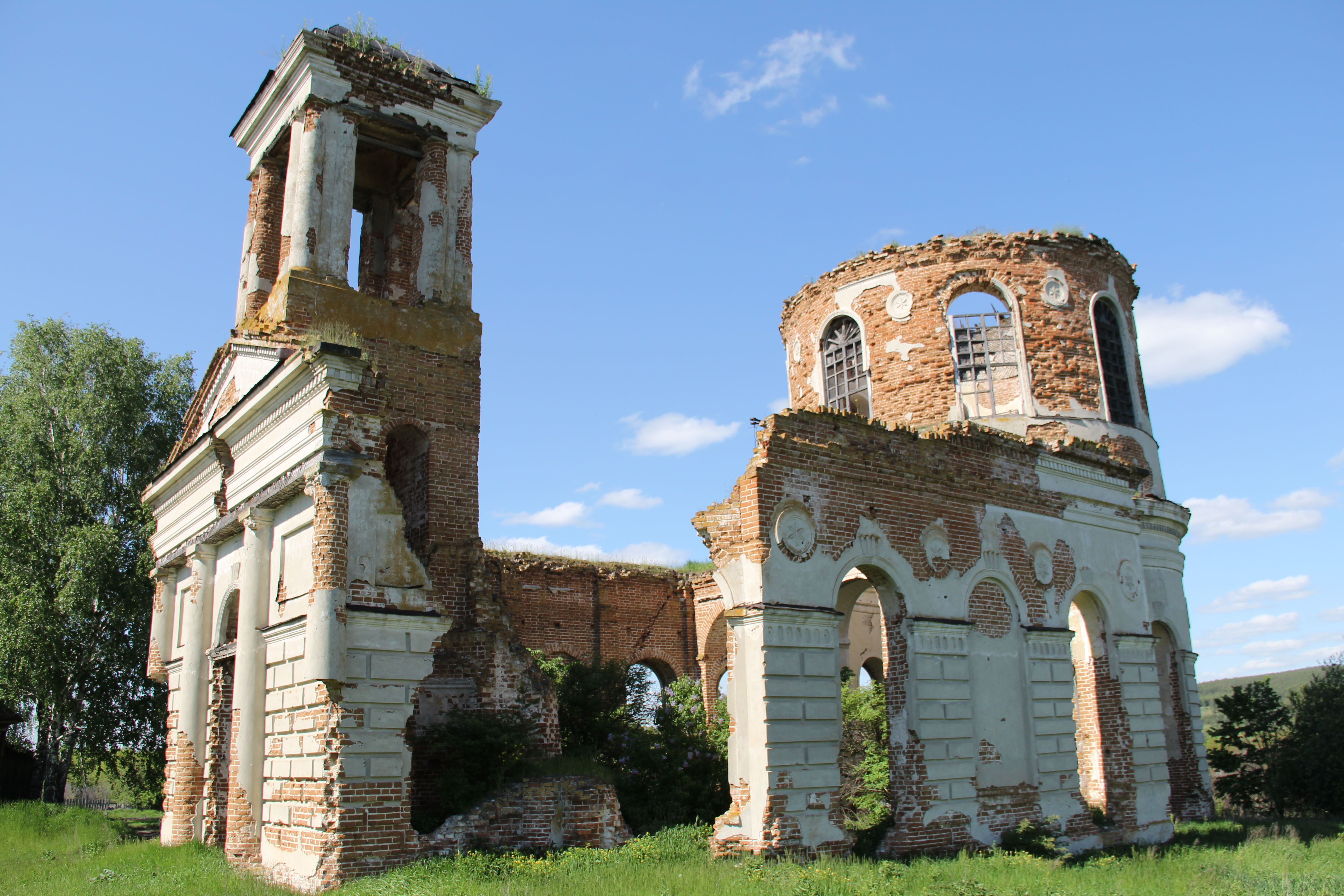
Покровский храм.

## История
Каменный храм построен прихожанами в 1821 году. Престол в нём — в честь Покрова Пресвятые Богородицы.
В 1882 году в Аристовке была построена вторая церковь — деревянная и меньшего размера, в память об убитом императоре Александре II (не сохранилась).
В 1932 году храм был закрыт для богослужения и из него сделали зерносклад. В 1960-е годы, когда в Аристовке стали строить новый клуб, часть кирпичей церкви использовали на его строительство.
Сейчас церковь находится в запустении и полуразрушена.
Решением Исполнительного комитета Ульяновского областного Совета народных депутатов «О мерах по улучшению работы по охране памятников истории и культуры в Ульяновской области» № 79 от 12.02.1990 года церковь признана памятником градостроительства и архитектуры.

## Духовенство
Иеромонах Ираклий (Нечаев Яков Егорович) арестован в 1932 году, осуждён тройкой при Полномочном представительстве Объединённого государственного политического управления по Средне-Волжскому краю на 8 лет заключения. После досрочного освобождения Ираклий служил в чине архимандрита в Ульяновске, где был повторно арестован в 1937 году и приговорён тройкой при Управлении Народного комиссариата внутренних дел (УНКВД) СССР по Куйбышевской области к расстрелу.

## Описание
Каменная церковь стоит в центре села, на восточной стороне улицы, имеющей направление север—юг.
К цилиндрическому основному объёму храма (без апсиды) примыкает широкая, прямоугольная со срезанными углами в плане трапезная и небольшая изящная колокольня. Двухъярусная ротонда храма прорезана арочными окнами и завершена невысоким сферическим куполом. Скругления придельных алтарей одноэтажной прямоугольной в плане трапезной охватывают западную часть ротонды и примыкающего к ней объёма двухъярусной колокольни.
Первый ярус колокольни, решённый в виде пристенного портика с четырьмя полуколоннами ионического ордера и треугольным фронтоном, состоит из четверика основания с арочным проемом входа и примыкающих к нему небольших помещений, в одном из которых расположена лестница. Верхний квадратный в плане ярус звона с четырьмя столбами, несущими перекрытие, оформлен по углам тройными полуколоннами, несущими венчающий карниз.
Основной строительный материал церкви — кирпич 27×13×7 см. Основные габариты 30×17,5 м.
Основным приёмом декоративного решения фасадов небольшого и изящного храма является обработка его стен рустом, поднимающимся до уровня архивольтов арочных окон трапезной. Верхняя часть стен трапезной (в пространстве между окнами) декорирована венками. На уровне пят арок проемов имеется горизонтальная тяга, в простенках круглые розетки. Широкий антаблемент опоясывает все части церкви на одной высоте. Барабан купола с восемью проёмами украшен карнизом. Западный вход имеет портик с четырьмя полуколоннами ионического ордера и треугольным фронтоном. Антаблемент и фронтон украшены профилями и сухариками. Столбы верхнего яруса колокольни декорированы тройными полуколонками, несущими венчающий карниз. Колокольня завершена невысоким четырёхгранным куполом. Особо тщательной детальной проработкой отличаются западный вход и колокольня.
Пространство под колокольней, перекрытое крестовым сводом с распалубками, фланкируется двумя овальными в плане помещениями. В одном из них размещена винтовая лестница, а второе сообщается с нишей юго-западного угла трапезной.